# 原田晃治
原田 晃治（はらだ こうじ、1952年1月2日 - 2003年1月25日）は、日本の裁判官、法務官僚。東京地方裁判所判事や、法務省民事法制管理官、法務省大臣官房審議官、企業会計審議会幹事等を務めた。

## 人物・経歴
熊本県生まれ。1976年九州大学法学部卒業。東京地方裁判所判事を経て、1992年法務省民事局付。1993年法務省民事局民事第五課長。1993年法務省民事局民事第四課長。1998年法務大臣官房参事官。2001年法務省民事局民事法制管理官。2002年法務省大臣官房審議官（民事局担当）。長年法務省民事局でストックオプションの創設など商法改正を取りまとめ、会社法の改正などにあたったが、2003年にテニスをプレイした後、虚血性心疾患のため急逝した。51歳没。企業会計審議会幹事や、司法制度改革推進本部司法アクセス検討会委員、法と経済学会設立発起人等も務めた。

## 著書
- 『一問一答平成11年改正商法株式交換・時価評価』商事法務研究会 1999年
- 『会社分割法制に関する各界意見の分析 : 商法等の一部を改正する法律案要綱中間試案』商事法務研究会 1999年
- 『わかりやすい会社分割Q&A : 平成12年商法改正』金融財政事情研究会 2000年
- 『一問一答平成12年改正商法会社分割法制』商事法務研究会 2000年
- 『会社分割に関する質疑応答』商事法務研究会 2000年
- 『会社分割法制 : 一問一答』商事法務研究会 2000年
- 『会社法制の大幅な見直しに関する各界意見の分析 : 会社法の抜本改正に係る「中間試案」に対する意見』商事法務研究会 2001年
- 『Q&A株式制度の改善・会社運営の電子化 : 平成13年改正商法』商事法務 2002年